# 柬埔寨犯罪

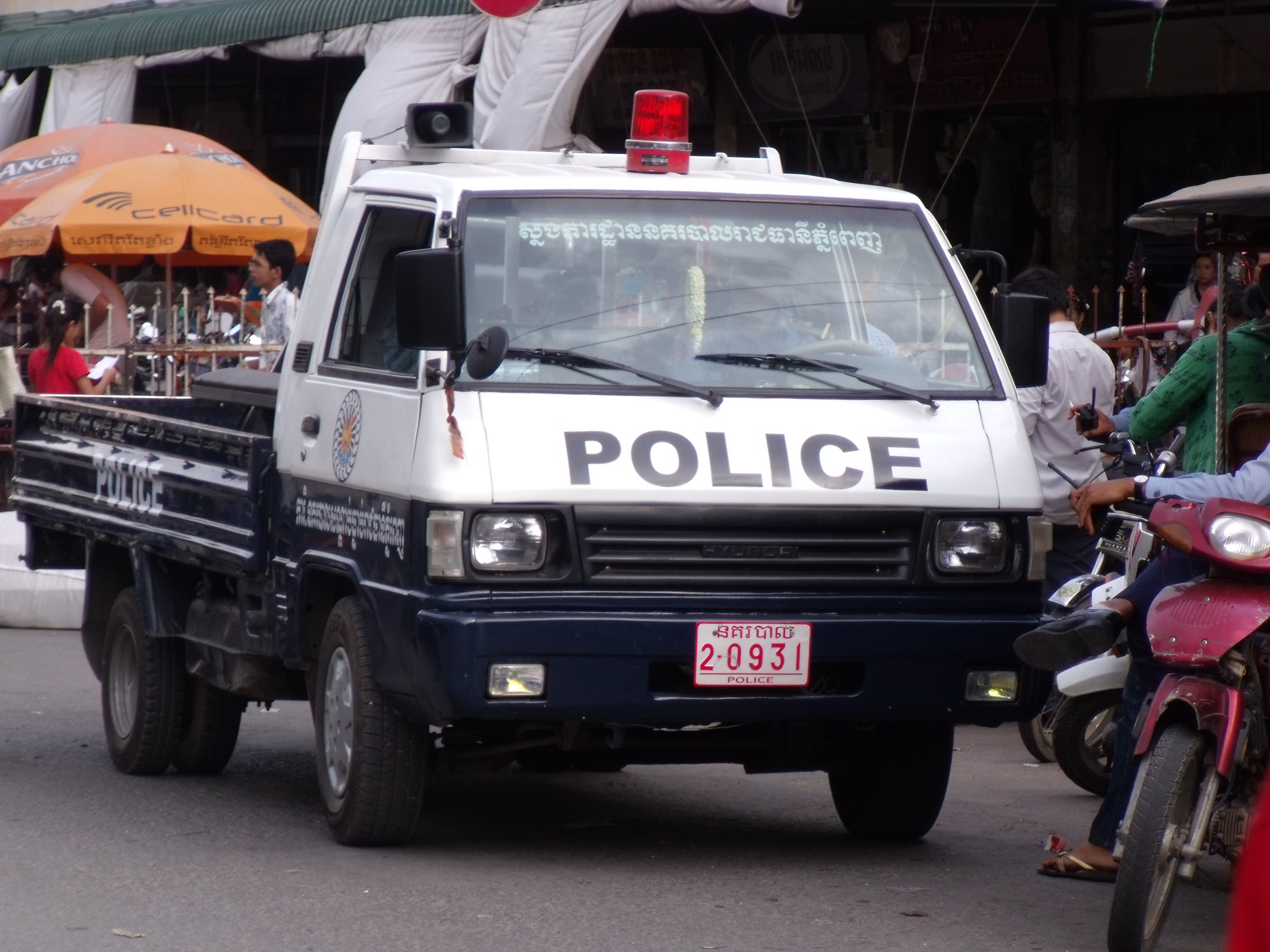
柬埔寨金邊街頭的警用皮卡

在柬埔寨，犯罪以多種形式存在。

## 各種犯罪

### 謀殺
在2017年，柬埔寨的謀殺率為每十萬人有2.4人。
柬埔寨憲法禁止死刑，柬埔寨已於1989年廢除死刑。

### 搶劫
輕微犯罪在柬埔寨很普遍，觀光客常成為此類犯罪的目標，這其中包括搶奪與扒手等等。犯罪者常因貧窮而犯下此類罪行，而由於觀光客在他們眼中有很多錢之故，他們因而常對觀光客犯下此類犯罪；此外，因為取得武器容易之故，武裝搶劫也時有所聞。

### 貪腐
柬埔寨政府的貪腐程度相當高，一項資料說其情況「不少於猥瑣」；而貪腐也成了柬埔寨政府支出的一大部分。
柬埔寨的警察因其在特定情況下不當使用暴力而出名，而這種不當使用暴力的行為，受人權觀察等人權團體所關注。

### 性交易
柬埔寨法律禁止賣淫，但性交易依舊存在而且不斷成長。女性研究中心的教授阮氏桂在1993年就賣淫問題訪問了數名女性，其中約四分之三的受訪者認為，成為妓女是社會常態的一部份，且她們不以此為恥；在同一年，這名教授估計說柬埔寨有大約十萬名的性工作者。

### 性販運
柬埔寨的公民，尤其女人跟女孩等女性公民，被販運到全世界從事性交易，這些被販運的女人受威脅，並被強迫賣淫、結婚或懷孕。

### 對女性的暴力
2008年的國勢調查顯示，柬埔寨有超過四分之一的女性受家暴所害。
一項2013年由聯合國做的調查顯示，每五名柬埔寨年紀介於18到49歲的男性中，就有一人承認自己曾強姦過女性；而15.8%承認自己曾犯下強姦罪的人曾強姦年紀小於十五歲的女性。
在柬埔寨，人們以「bauk」一詞指稱輪姦；同時在柬埔寨，在比例上有多於印度兩倍的男性承認曾經輪姦女性。

### 非法伐木
非法伐木對柬埔寨的森林構成重大威脅，這使得人們可透過不受紀錄且不受允許的伐木，剝削柬埔寨的森林資源。有很多紀錄顯示，軍方在政府不知情的狀況下進行非法伐木，而柬埔寨中央政府的官員是難以進入由前波爾布特勢力控制的地區的。貧弱的警政系統，使得人們得以從非法伐木中，獲得商業利益，而多數的非法伐木都由軍方與有權勢的合約商所為。

### 人口販賣、詐騙與器官盜竊
近年來柬埔寨成為詐騙集團的基地，一些詐騙集團以柬埔寨為基地從事詐騙工作，這些詐騙集團多數由中國人控制，受害者也大多是中國人或其他地區的華人。在2020年柬埔寨颁布禁赌令和中国大陆严厉打击下，业者转而锁定台湾人，形成台湾人蛇、东南亚中介与诈骗集团的产业链。有報導指稱，一些人被騙去柬埔寨強迫從事詐騙工作，而這些人在失去利用價值後就會被強制送去強迫賣淫，更沒有利用價值的人甚至會被送去活摘器官、成為器官供體的來源。